# Leskea riparia
Leskea riparia là một loài Rêu trong họ Leskeaceae. Loài này được Hampe mô tả khoa học đầu tiên năm 1839.